# Kjellstrøm Rock
Der Kjellstrøm Rock ist ein Klippenfelsen vor der Südküste Südgeorgiens. Er liegt 800 m nordwestlich des Kap Núñez.
Der South Georgia Survey kartierte ihn im Zuge seiner von 1951 bis 1957 dauernden Vermessungskampagne. Das UK Antarctic Place-Names Committee benannte ihn 1958 nach dem Norweger Johan Kjellstrøm, Harpunier der Compañía Argentina de Pesca in Grytviken von 1943 bis 1950 und auf der Walfangstation Leith Harbour von 1950 bis 1955.